# Monika Schulz-Höpfner
Monika Schulz-Höpfner (* 13. März 1955 in Großschönau, Kreis Zittau, DDR) ist eine deutsche Politikerin (CDU). Von 1994 bis 2014 war sie Abgeordnete im Landtag Brandenburg.

## Leben und Beruf
Monika Schulz-Höpfner übersiedelte schon als Kind mit ihren Eltern nach Guben. Hier hat sie nach der Berufsausbildung zur Damenmaßschneiderin 1983 den Meistertitel erworben. 1989 wurde sie Lehrmeisterin in diesem Beruf.
Sie ist evangelisch und hat drei Kinder. Seit 1982 wohnt sie in Atterwasch.

## Politik

### Partei
Monika Schulz-Höpfner trat 1985 der DDR-Blockpartei CDU bei, die nach der Wende mit der West-CDU zusammenging. Von 2006 bis 2010 war sie Kreisvorsitzende der CDU Spree-Neiße. Seit Januar 2010 arbeitet sie als stellvertretende Kreisvorsitzende im Vorstand der CDU Spree-Neiße mit.
In den Jahren von 1998 bis 2011 war sie Landesvorsitzende der Frauen-Union (FU) Brandenburg.

### Abgeordnete
1990 bis 1993 war Monika Schulz-Höpfner Bürgermeisterin der Gemeinden Atterwasch und Kerkwitz. 1993 wurde sie Hauptamtsleiterin und stellvertretende Amtsdirektorin des Amtes Schenkendöbern.
Seit 1998 ist Monika Schulz-Höpfner Mitglied des Kreistages Spree-Neiße.
Von 1994 bis 2014 war sie Mitglied des Landtages Brandenburg. Sie zog stets über die Landesliste der CDU Brandenburg in das Parlament ein. Nach der Landtagswahl in Brandenburg 2014 schied sie aus dem Landtag aus.
Im Landtag Brandenburg war sie Mitglied im Ausschuss für Arbeit, Soziales, Frauen und Familie sowie stellvertretendes Mitglied im Ausschuss für Bildung, Jugend und Sport.
Monika Schulz-Höpfner war fachpolitische Sprecherin für Familien-, Frauen- und Seniorenpolitik der CDU-Fraktion im Landtag Brandenburg.